# 후쿠이 현립 미술관
후쿠이 현립 미술관(福井県立美術館 후쿠이켄리쓰비주쓰칸[*])은 일본 후쿠이현 후쿠이시에 있는 미술관이다.